# 내가천
내가천(內可川)은 인천광역시 강화군 내가면 고천리 고려산에서 발원하여 하점면 망월리에서 황해로 유입하는 하천이다. 고려저수지에서 하구 인근까지 5.35 km 구간은 지방하천으로 관리되고 있다. 1696년에 발행된 강화부 읍지(邑誌)인 《강도지》(江都誌)에는 고려천(高麗川)으로 기록되어 있다. 상류 부분은 고부천으로 불리며, 그 중 2.75 km 구간은 강화군의 소하천으로 관리되고 있다.

## 지류
- 내가천
  - 혈구산천: 혈구산에서 발원하여 고부천으로 합류한다.[2]
  - 고려산천: 고려산에서 발원하여 남쪽으로 흐르다가 고부천으로 합류하는 하천으로, 0.7 km 구간은 강화군의 소하천으로 관리되고 있다.[4]
  - 신선천: 퇴모산에서 발원하여 신선지(神仙池)를 지나 고려저수지의 동쪽으로 합류하는 하천으로[2], 0.773 km 구간은 강화군의 소하천으로 관리되고 있다.[4]
  - 현천(玄川): 강화군 내가면 고천리에서 발원하여 동쪽으로 흐르다가 고려저수지의 서쪽으로 합류하는 하천으로, 0.695 km 구간은 강화군의 소하천으로 관리되고 있다.[4]
  - 온수골천: 현천과 더불어 고려저수지의 서쪽으로 합류하는 하천이다.[2]